# خوان فرانسيسكو لومباردو
خوان فرانسيسكو لومباردو (بالإسبانية: Francisco Lombardo)‏ (مواليد 11 يونيو 1925) هو لاعب كرة قدم. يلعب مع منتخب الأرجنتين لكرة القدم. سبق له أن لعب في كأس العالم لكرة القدم مع منتخب بلاده.

## روابط خارجية
- خوان فرانسيسكو لومباردو على موقع الاتحاد الدولي (مؤرشف)  (الإنجليزية)
- خوان فرانسيسكو لومباردو على موقع قاعدة بيانات كرة القدم.إي يو (الإنجليزية)
- خوان فرانسيسكو لومباردو على موقع ناشيونال فوتبول تيمز (الإنجليزية)
- خوان فرانسيسكو لومباردو على موقع Soccerway.com (الإنجليزية)
- خوان فرانسيسكو لومباردو على موقع عالم كرة القدم.نت (الإنجليزية)